# Medida de Haar
Em análise matemática, a medida de Haar é uma forma de atribuir um volume invariante para subconjuntos de grupos localmente compactos e em seguida definir uma integral para funções nestes grupos.
Esta medida foi criada pelo matemático húngaro Alfréd Haar em 1932. A medida de Haar é utilizada em diversas partes da análise matemática, teoria dos números e teoria da estimativa.

## Definição
Suponha que G seja um grupo topológico localmente compacto. Para esta definição, a σ-álgebra gerada por todos subconjuntos compactos de G será chamada de álgebra de Borel.
Se a é um elemento de G e S é um subconjunto de G, então nós definimos as translações para esquerda e para direita de S da seguinte forma:
- Translação a esquerda

{\displaystyle aS=\{a\cdot s:s\in S\}};
- Translação a direita

{\displaystyle Sa=\{s\cdot a:s\in S\}}.
Uma medida μ nos subconjuntos de Borel de G é chamado de translação-esquerda-invariante se e somente se para todos subconjuntos de Borel S de G e todos a em G existe
{\displaystyle \mu (aS)=\mu (S)\quad }
Uma definição similar é feita para a translação à direita invariante.

### Existência e unicidade da medida de Haar esquerda
Acontece que existe, salvo um multiplicador constante positivo, apenas uma translação esquerda invariante adição sigma da medida regular μ no subconjunto de Borel G tal que {\displaystyle \mu (U)>0} para qualquer conjunto de Borel aberto e não vazio U. De forma que uma medida seja chamada de medida de Haar esquerda. Segundo Paul Halmos μ será regular se e somente se
1. {\displaystyle \mu (K)} é finito para todo conjunto compacto K;
2. Todo conjunto de Borel E é exteriormente regular;
3. :{\displaystyle \mu (E)=\inf\{\mu (U):E\subseteq U,U{\mbox{ aberto}}\}.}
4. Todo conjunto de Borel R é internamente regular.
5. :{\displaystyle \mu (E)=\sup\{\mu (K):K\subseteq E,K{\mbox{ compacto}}\}.}

A existência da medida de Haar foi pela primeira vez comprada por André Weil. O caso especial para medidas invariantes em grupos compactos fora demonstrada em 1933 por Haar.

## A integral de Haar
Utilizando a teoria geral da integral de Lebesgue, pode-se definir uma integral para toda função de medida de Borel f em G. Esta integral é chamada de Integral de Haar.

### Definição
Se μ é a medida esquerda de Haar, então
{\displaystyle \int _{G}f(sx)\ d\mu (x)=\int _{G}f(x)\ d\mu (x)}
para qualquer função integrável f. Isto é obtido imediatamente pelas funções escalonadas, sendo essencialmente a definição da variante esquerda.